# 浅田信一
浅田 信一（あさだ しんいち、1969年8月27日 - ）は、日本の音楽プロデューサー、作詞家、作曲家、シンガー、ギタリスト。元SMILEのソングライター・ボーカル&ギター。

## 来歴
2004年のSMILE解散後はソロとしての活動の他、詞曲提供や音楽プロデューサーとして数多くの歌手を手掛ける。

## ディスコグラフィー
ソロ転向後の発売作品
- 1st mini album 『GRAND CITY APARTMENT』2003.1.22
- 2nd mini album 『I'm Stupid』2003.6.25
- 1st full album 『Odyssey』2004.2.18
- 1st self cover album 『モアベター・スマイル』2005.6.22
- 1st maxi single『悲しみストレンジャー』2005.11.09
- 2nd full album 『Blue Moon Blue』2016.4.6

## サウンドプロデュース
50音順
- ARKS
- 赤色のグリッター
- HY
- オトナモード
- クリープハイプ
- guckle
- GOING UNDER GROUND
- サンドクロック
- SUNDAYS
- 世良公則
- 高橋優
- 竹友あつき
- 中村舞子
- nicoten
- BURNOUT SYNDROMES
- ひいらぎ
- ふくろうず
- 古市コータロー
- 堀下さゆり
- 吉田山田

他多数

## 作品提供
- 飯塚雅弓
  - 「ひまわり」作曲 - アルバム『ひまわり』に収録
  - 「さよならの意味」作曲 - アルバム『虹の咲く場所』に収録
  - 「君と大空へ」作曲 - アルバム『10 LOVE』に収録
  - 「オモイデソラ」作曲 - アルバム『ファイト!! with MAYU☆夏SELECTION』に収録
  - 「虹と素足のストーリー」作詞・作曲 - アルバム『ファイト!!』に収録
  - 「プリズム」作曲 - アルバム『ファイト!!』に収録
  - 「Christmas song for you」作曲 - アルバム『君へ。。。 with MAYU☆冬SELECTION』に収録
- 上戸彩
  - 「青空」作詞 - アルバム『MESSAGE』に収録
- 関ジャニ∞
  - ｢未来の向こうへ｣  作詞 - シングル『関風ファイティング』に収録
  - ｢旅の涯には｣  作詞 - アルバム『KJ2 ズッコケ大脱走』に収録
- KinKi Kids
  - 「太陽の扉」作詞 - シングル『solitude 〜真実のサヨナラ〜』に収録
  - 「永遠のBLOODS」作詞 - シングル『永遠のBLOODS』に収録
  - 「エンジェル」作詞 - アルバム『D album』に収録
  - 「月光」作詞 - アルバム『E album』に収録
  - 「テノヒラ」作詞 - アルバム『F album』に収録
  - 「真冬のパンセ」作詞 - アルバム『I album -iD-』に収録
  - 「風のソネット」作詞 - アルバム『J album』に収録
  - 「ウタカタ」作詞 - アルバム『L album』に収録
- CHEMISTRY
  - 「Motherland」作詞 - アルバム『The Way We Are』に収録
  - 「Naturally Ours」作詞 - アルバム『Between the Lines』に収録
  - 「Bound for Identity 〜dear friend〜」作詞 - アルバム『One×One』に収録
  - 「mirage in blue」 作詞 - シングル『mirage in blue/いとしい人 (Single Ver.)』に収録
- 下川みくに
  - 「南風」作詞・作曲 - シングル『南風/もう一度君に会いたい』に収録
  - 「藍色の空の下で」作詞・作曲 - アルバム『さよならも言えなかった夏』に収録
- V6
  - 「Listen」作曲 - アルバム『"HAPPY" Coming Century,20th Century Forever』に収録